# Thomas Knoll (Mediziner)
Thomas Knoll (* 12. Juni 1971 in Eberbach) ist Facharzt für Urologie und Chefarzt der Urologischen Klinik Sindelfingen, Klinikum Sindelfingen-Böblingen, Klinikverbund-Südwest.

## Leben
Thomas Knoll besuchte das Gymnasium Michelstadt im Odenwaldkreis, wo er im Juni 1990 sein Abitur ablegte. Er studierte anschließend Medizin an den Universitäten Heidelberg und Mannheim. Danach war er Doktorand am Universitätsklinikum Mannheim und wurde bei F. J. van der Woude 1998 promoviert. Seine Habilitation für das Fach Urologie folgte 2005. Parallel hierzu studierte er Gesundheitsmanagement an der Universität Mannheim und schloss mit einem Master of Science ab.
Nach einigen Jahren als Assistenzarzt in verschiedenen Bereichen der Universitätsklinik wurde er 2004 Facharzt für Urologie und Leiter der Sektion Minimal-invasive Urologie/Urolithiasis. 2005 wurde er zum Oberarzt der Urologischen Universitätsklinik und 2007 durch die Ruprecht-Karls-Universität Heidelberg zum außerplanmäßigen Professor ernannt. Seit August 2008 ist er Chefarzt der Urologischen Klinik am Klinikum Sindelfingen-Böblingen.
Er gilt aufgrund seiner klinischen und experimentellen Arbeiten als anerkannter Experte auf dem Gebiet der Harnstein- und Prostataerkrankungen. Er war langjähriger Vorsitzender der Arbeitsgruppe Harnsteine der Deutschen Gesellschaft für Urologie (DGU). Seit 2024 ist er Vorstandsmitglied der European Association of Urology (EAU).

## Werke
- Clinical management of urolithiasis. Berlin: Springer 2013 ISBN 978-3-642-28731-2 (Habilitationsschrift)

## Auszeichnungen
- Gustav Simon Medaille (https://www.swdgu.de/auszeichnungen/gustav-simon-medaille/)
- Felix-Martin-Oberländer Preis[3]
- Wolfgang-Hepp-Preis[4]
- Arthur-Smith-Lectureship Award[5]